# Leptobarbus
Leptobarbus is een geslacht van straalvinnige vissen uit de familie van Cyprinidae (Eigenlijke karpers).

## Soorten
- Leptobarbus hoevenii (Bleeker, 1851)
- Leptobarbus hosii (Regan, 1906)
- Leptobarbus melanopterus Weber & de Beaufort, 1916
- Leptobarbus melanotaenia Boulenger, 1894
- Leptobarbus rubripinna (Fowler, 1937)